# Галикио
Галѝкио (на италиански: Gallicchio) е село и община в Южна Италия, провинция Потенца, регион Базиликата. Разположено е на 730 m надморска височина. Населението на общината е 907 души (към 2010 г.).
Името на селото произхожда от старогръцки Γαλλίκιον, Галикион.